# OCB (chanson)
Pour la marque de papier à rouler, voir OCB.
OCB est une chanson du groupe Billy Ze Kick et les Gamins en folie, sorti dans l'album du même nom.
Le titre fait référence à la marque de papier à cigarette OCB. La chanson réinterprète le sigle en "occis carton blindé", et décrit la recherche des "feuilles à rouler" pour la consommation de cannabis en groupe.
La base musicale est composée à partir d'un sample issu du succès de 1972 de Donna Hightower This World Today Is A Mess.